# Leitkultur
Leitkultur (văn hóa chủ đạo) là một thuật ngữ ở Đức, được nhà chính trị học Bassam Tibi đưa ra đầu tiên trong năm 1998 trong tranh luận chính trị, để mô tả một tập hợp các niềm tin và thực tiễn văn hóa được đa số chấp nhận . Từ năm 2000 thuật ngữ này thường xuất hiện trong những cuộc tranh luận về những vấn đề như nhập cư, việc hội nhập của người di cư đối lập với thuật ngữ đa văn hóa. Về mặt lý thuyết cuộc tranh luận này là về một phương diện của cuộc xung đột giữa lý thuyết bản sắc cá nhân và lý thuyết Đa nguyên trong khuôn khổ lý thuyết đồng thuận. Cuộc tranh luận này bùng ra từ bài nói chuyện của đại biểu quốc hội CDU, Friedrich Merz.

## Định nghĩa của Bassam Tibi
Đối với Bassam Tibi, văn hóa chủ đạo châu Âu dựa trên các giá trị ý tưởng tự do của phương Tây: "Các giá trị cho nền văn hóa chủ đạo được mong muốn phải xuất phát từ thời hiện đại về văn hóa, và chúng được gọi là: Dân chủ, chủ nghĩa thế tục, khai sáng, nhân quyền và xã hội dân sự"  Thuật ngữ này cũng tương tự như trong khái niệm tư tưởng hiến pháp "trật tự căn bản dân chủ tự do".
Sự cần thiết của một nền văn hóa chủ đạo trong một quốc gia văn hóa như Đức được Tibi giảng giải như sau:
| “ | Đây là sự khác biệt giữa các xã hội ở châu Âu, mà đặc điểm phát triển có liên quan đến công dân, không loại trừ (tức là những người nhập cư không chỉ được đưa cho một hộ chiếu, mà còn được cho một bản sắc), và những dân tộc có bản sắc chủng tộc riêng. Những xã hội châu Âu khác xác định chủng tộc riêng biệt - như Đức như là một "quốc gia văn hóa" - không thể cung cấp cho những người nhập cư một bản sắc; họ phải trải qua một sự thay đổi văn hóa để đạt được khả năng hội nhập những người nhập cư. Hội nhập đòi hỏi có khả năng đưa cho một bản sắc. Đối với mỗi bản sắc có một nền văn hóa chủ đạo! ' | ” |

## Lịch sử và việc sử dụng thuật ngữ
Năm 1998, chủ nhiệm tuần báo Zeit Theo Sommer lần đầu tiên sử dụng thuật ngữ "văn hóa chủ đạo Đức" để khởi động một cuộc tranh luận về hội nhập và giá trị cốt lõi ở Đức: "Hội nhập có nghĩa tẩt yếu là một mức độ đồng hóa vào nền văn hóa chủ đạo Đức và các giá trị cốt lõi của nó" .
Tuy nhiên chỉ có một cuộc thảo luận rộng rãi công chúng, khi Friedrich Merz, lúc đó lãnh đạo của nhóm CDU trong Bundestag, kêu gọi ngày 25 tháng 10 năm 2000 trong báo Welt (thế giới), đòi hỏi quy luật cho nhập cư và hội nhập như là một nền văn hóa chủ đạo Đức tự do và dân chủ và đồng thời quay ra chống lại đa văn hoá.
Trong sự kiện là thuật ngữ "văn hóa chủ đạo Đức", được Sommer đưa vào, Ernst Benda trong cuộc tranh cãi của quần chúng đã viết một lá thư độc giả gởi cho báo FAZ nhắc về vấn đề này. Cả Merz cũng đề cập rõ ràng đến Sommer. Ông này, tuy nhiên, cho là mình không có liên quan đến cuộc tranh luận. Ông ta cho là mình chỉ nói về hội nhập, nhưng không chống lại việc nhập cư . Thậm chí Bassam Tibi cũng chống lại việc lợi dụng chính trị và nói về một "cuộc tranh luận không thành công Đức". Thuật ngữ "văn hóa chủ đạo Đức" một phần gặp phải sự phản kháng của công chúng và được cho là "mở sân cho phe cánh hữu mới". Jürgen Habermas viết: "Trong một nhà nước hợp hiến dân chủ, ngay cả đa số cũng không được phép áp đặt cái gọi là một nền văn hóa chủ đạo lên những nhóm thiểu số, cho dù nó khác với văn hóa chính trị chung của đất nước." 
Năm 2005 chủ tịch Bundestag Norbert Lammert (CDU) kêu gọi trong một cuộc phỏng vấn với tuần báo Die Zeit một sự tiếp nối của cuộc tranh luận về "văn hóa chủ đạo" vì cuộc tranh luận đầu tiên " rất ngắn và bị hủy bỏ sớm": "Một trong những đặc thù của cuộc tranh luận ngắn này là có một sự từ chối thuật ngữ rộng rãi, nhưng có tính phản xạ, mặc dù - hoặc vì - qua cuộc tranh luận nó cho thấy cũng có một sự ủng hộ của một số đông về nội dung của cuộc tranh luận ". Lammert kêu gọi sau đó, trong một bài bình luận trên tờ báo "Die Welt" nên tạo ra một cuộc thảo luận về văn hóa chủ đạo ở cấp độ châu Âu để gợi ra những khả năng hình thành một bản sắc trong một xã hội đa văn hóa: "Nếu một châu Âu nên giữ gìn bản sắc dân tộc đa dạng và dù vậy muốn phát triển một bản sắc tập thể, nó cần một ý tưởng định hướng chính trị, một nền tảng chung của các giá trị và niềm tin. Một ý tưởng chỉ đạo châu Âu như vậy nhất thiết phải tham khảo với cội nguồn văn hóa chung, với lịch sử chung, với các truyền thống tôn giáo chung"(Die Welt, ngày 13 Tháng 12 năm 2005).
Liên quan đến cái gọi là " tranh cãi hí họa ", qua đó trong tháng 2 năm 2006 ở các nước Hồi giáo đã đáp ứng với các cuộc biểu tình bạo lực nhất để phản đối việc công bố các hí họa Muhammad, Lammert lại kêu gọi một cuộc tranh luận về văn hóa chủ đạo. Tranh cãi về các hí họa Muhammad hiển thị "sự tất yếu của một trong những việc tự thông hiểu như vậy trong xã hội của chúng ta về các nguyên tắc chung và mức tối thiểu về những định hướng chung.", như chủ tịch của Quốc hội Đức bày tỏ qua đài phát thanh Đức. Chỉ trung thành với hiến pháp thì không đủ, vì mỗi hiến pháp sống từ những điều kiện văn hóa, mà không tự nhiên từ trên trời rơi xuống. Các quyền cơ bản như tự do báo chí và tự do ngôn luận phải được hỗ trợ bởi một sự đồng thuận xã hội. Các mối quan hệ giữa các quyền và các đòi hỏi là một mặt và các niềm tin văn hóa về mặt khác phải được phục hồi trong một cuộc tranh luận cơ bản trong bối cảnh của một xã hội đa văn hóa. Ý tưởng của đa văn hóa có ý tốt nhưng thiếu suy nghĩ hiện tại đi đến một "kết thúc hiển nhiên." Đa văn hoá đó không có nghĩa rằng, trong một xã hội tất cả cùng một lúc và không có gì thực sự được áp dụng cả. Trong trường hợp xung đột phải được quyết định rõ ràng, cái gì có hiệu lực và những gì thì không. Lammert nhấn mạnh, ông cố tình không bao giờ nói về "văn hóa chủ đạo Đức". Điều gì quan trọng trong văn hóa cơ bản Đức vượt xa biên giới quốc gia. Vì vậy, khi thuật ngữ cần được bổ sung thêm, thì nên nói về một "nền văn hóa châu Âu" .
Nhà sử học Paul Nolte nói trong văn bản Generation Reform. Jenseits der blockierten Republik (2004) về một văn hóa chủ đạo tư sản mà giới bần cùng mới phải hướng theo.
Theo nhà nhân chủng học Irene Götz, việc đòi hỏi người nhập cư phải thích ứng với một nền văn hóa chủ đạo trong ý nghĩa của một nền văn hóa quốc gia bắt buộc, kết nối với việc xây dựng xã hội của nền văn hóa quốc gia này. Trên thực tế không có một thực thể đồng nhất trong một lãnh thổ như vậy. Những gì thuộc về văn hoá dân tộc, được định nghĩa rất khác nhau tùy thuộc vào khu vực, tư tưởng và thời gian. Theo kinh nghiệm, tối đa qua xã hội hóa có thể chứng minh được một "thói quen quốc gia", nhưng thói quen này mất dần đi ảnh hưởng vì di cư, tiêu thụ phương tiện truyền thông, toàn cầu hóa và sự mất mát chung của tầm quan trọng của dân tộc. Cuộc tranh luận đang trỗi dậy về văn hóa chủ đạo Đức, trong đó công dân của Cộng hòa Liên bang Đức được coi là một dân tộc (ethnos), là một hồi tưởng của thời gian trước khái niệm về một xã hội hậu quốc gia và tư tưởng thực thể xã hội chính trị (demos) được truyền bá sau chiến tranh thế giới thứ hai.